# Bertil Boström
Anders Bertil Boström, född 4 mars 1898 i Sala församling, Västmanlands län, död 7 december 1969 i Allerums församling, Malmöhus län, var en svensk militär.

## Biografi
Boström avlade studentexamen i Uppsala 1916. Han avlade sjöofficersexamen vid Sjökrigsskolan 1919 och utnämndes samma år till fänrik i flottan, där han befordrades till löjtnant 1921. Han utbildade sig vid Gymnastiska Centralinstitutet 1921–1922, varefter han gick allmänna kursen vid Sjökrigshögskolan 1924–1925 och artillerikursen där 1925–1927. Han var skjutfältschef hos AB Bofors 1928–1933 och chef för Bofors krigsmaterielförsäljning 1933–1963. Boström inträdde i flottans reserv 1930, varefter han utnämndes till kapten i flottans reserv och till major i luftvärnets reserv 1942. Därmed blev han antagligen den ende ej kungliga person som i modern tid samtidigt varit officer i två försvarsgrenar.
Bertil Boström invaldes som ledamot av Kungliga Krigsvetenskapsakademien 1956 och som korresponderande ledamot av Kungliga Örlogsmannasällskapet 1960. Han är begravd på Norra begravningsplatsen utanför Stockholm.

### Utmärkelser
- Riddare av första klassen av Vasaorden, 1951.[8]